# Liste der Kulturdenkmale in Stein (Probstei)
In der Liste der Kulturdenkmale in Stein sind alle Kulturdenkmale der schleswig-holsteinischen Gemeinde Stein (Kreis Plön) aufgelistet (Stand: 10. März 2025).

## Legende
In den Spalten befinden sich folgende Informationen:
- Objekt-ID: die Nummer des Kulturdenkmales
- Lage: die Adresse des Kulturdenkmales und die geographischen Koordinaten. Kartenansicht, um Koordinaten zu setzen. In der Kartenansicht sind Kulturdenkmale ohne Koordinaten mit einem roten Marker dargestellt und können in der Karte gesetzt werden. Kulturdenkmale ohne Bild sind mit einem blauen Marker gekennzeichnet, Kulturdenkmale mit Bild mit einem grünen Marker.
- Offizielle Bezeichnung: Bezeichnung des Kulturdenkmales
- Beschreibung: die Beschreibung des Kulturdenkmales
- Bild: ein Bild des Kulturdenkmales

## Sachgesamtheiten
| Objekt-ID | Lage                                      | Offizielle Bezeichnung | Beschreibung | Bild |
| --------- | ----------------------------------------- | ---------------------- | --- | ---- |
| 24785     | Dorfring 56 (54° 24′ 57″ N, 10° 16′ 7″ O) | Hofanlage Stelk        | Hofanlage Stelk; ab 1885; am zentralen Dorfanger gelegener Dreiseithof aus Wohnhaus mit Einfriedung, südlicher Scheune, nördlicher Scheune und Hoffläche mit Pflasterung - Begründung: geschichtlich, künstlerisch, städtebaulich, Kulturlandschaft prägend - Schutzumfang: Wohnhaus mit Einfriedung, Hoffläche, nördliche Scheune, südliche Scheune | BW   |

## Bauliche Anlagen
| Objekt-ID | Lage                                      | Offizielle Bezeichnung | Beschreibung | Bild |
| --------- | ----------------------------------------- | ---------------------- | --- | ---- |
| 40362     | Dorfring 56 (54° 24′ 56″ N, 10° 16′ 5″ O) | Wohnhaus               | Wohnhaus; ab 1885; zweigeschossiger traufständiger Backsteinbreitbau auf leicht L-förmigem Grundriss mit Satteldächern und Holzveranda, repräsentative Gestaltung mit Backsteinzier und Schmuckgiebel, mit Einfriedung und Hoffläche mit Pflasterung - Begründung: geschichtlich, künstlerisch, städtebaulich, Kulturlandschaft prägend - Schutzumfang: Wohnhaus, Einfriedung, Hoffläche - Denkmaltyp: Bauliche Anlage, Sachgesamtheit: Hofanlage Stelk | BW   |

## Quelle
- Liste der Kulturdenkmale in Schleswig-Holstein – Kreis Plön (PDF)

- Karte mit allen Koordinaten:
- OSM |
- WikiMap